# رولاندو ماران
رولاندو ماران (بالإيطالية: Rolando Maran)‏ (14 يوليو 1963 بترينتو في إيطاليا - ) هو مدرب كرة قدم ولاعب كرة قدم إيطالي في مركز الدفاع. لعب مع كييفو فيرونا وAlma Juventus Fano 1906 ‏ وFC Valdagno ‏ و وكارسو كالتشيو ‏.

## روابط خارجية
- رولاندو ماران على موقع قاعدة بيانات كرة القدم.إي يو (الإنجليزية)
- رولاندو ماران على موقع Soccerway.com (الإنجليزية)
- رولاندو ماران على موقع عالم كرة القدم.نت (الإنجليزية)